# Jean-Baptiste Boyer d'Argens
Pour les articles homonymes, voir Boyer et Argens.
Jean-Baptiste de Boyer, marquis d’Argens, né à Aix-en-Provence le 27 juin 1703, mort au château de La Garde, près de Toulon, le 11 janvier 1771, est un écrivain français.

## Biographie
Fils de Pierre-Jean de Boyer, marquis d'Argens, seigneur d'Éguilles et de Joyeuse-Garde (à St-Martin et Mouriès), procureur général au Parlement de Provence, et d'Angélique l'Enfant, petit fils de Jean-Baptiste (II) Boyer d'Éguilles, Boyer d’Argens suivit la carrière des armes et eut une jeunesse fort licencieuse. Sa vie sentimentale impétueuse s’est particulièrement orientée vers les actrices de théâtre. Dès l’âge de quinze ans, malgré l’opposition de son père qui le destinait, en tant que fils aîné, à la magistrature, il entra dans l’armée où il resta jusqu’à la trentaine, ce qui poussa son père à le déshériter au profit de son frère cadet, Alexandre Jean-Baptiste de Boyer. Blessé devant Philipsbourg en 1734, il quitta le service et se retira en Hollande, afin d’y écrire librement ses pamphlets - notamment ses Lettres juives, qui lui valurent la célébrité.
Il attira l'attention du roi de Prusse par ses attaques contre le christianisme : ce prince l’appela à sa cour, en fit son chambellan avec 6 000 francs de traitement, et le nomma « Kammerherr » directeur général de son Académie des sciences. Il s’offensa néanmoins de le voir épouser à Berlin le 27 janvier 1749 Barbe Cochois, actrice à l'Opéra de Berlin. Cependant, ce mariage fut très heureux. Ils eurent une fille, Barbe de Boyer d'Argens, née en 1754, dont la naissance fut cachée jusqu'en 1769 par crainte de la réaction de la marquise d'Argens mère, et qui épousa en 1774 Raphaël de Magallon, seigneur du Val d'Ardène, avocat général au Parlement de Provence.
Après avoir vécu 25 ans dans l’intimité de Frédéric II, le marquis d’Argens revint passer ses dernières années dans sa famille, à Aix. À la mort du marquis, le roi fit ériger un mausolée à sa mémoire dans l’église Notre-Dame de la Seds, à Aix : ce monument est l'œuvre du sculpteur Charles-Antoine Bridan.
Il avait une instruction vaste et variée, et ses écrits sont inspirés par la philosophie sceptique de l’époque.
Robert Darnton considère que d’Argens a probablement été l’auteur du roman philosophico-pornographique Thérèse philosophe, ou mémoires pour servir à l’histoire du P. Dirrag et de Mlle Éradice.

## Œuvres

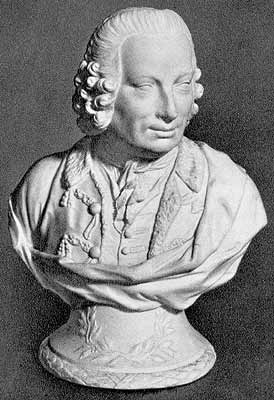
Buste du marquis d'Argens.

La bibliographie chronologique qui suit est extraite du travail de la bibliothèque de Trèves (Trier/Allemagne) ; cette bibliographie a fait l'objet d'un travail de remaniement assez important. L'adresse du site de la Bibliothèque de l'Université de Trier est donnée ci-dessous en annexes. On s'y reportera, en particulier pour acquérir les nombreux renvois aux adresses électroniques qui permettent de lire les fac-similés. De manière générale, une recherche sur le nom « Boyer d'Argens » sur le site de Gallica permet d'accéder à la plupart des textes en français. On notera l'édition en cours sur Wikisource de quelques textes issus des fac-similés présents sur Gallica.

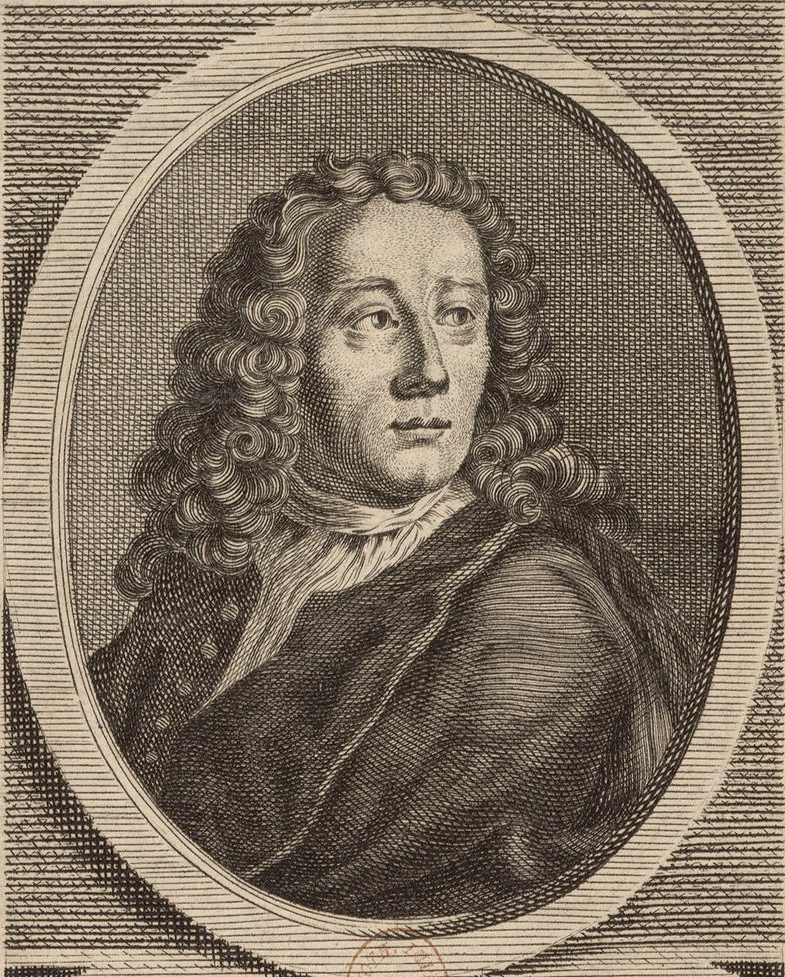
Portrait de Jean-Baptiste de Boyer d'Argens 1738

- 1730  Promenades d’Ariste et de Sophie, ou instructions galantes et serieuses pour une jeune demoiselle qui veut entrer dans le monde. Par Monsieur de L**. - Amsterdam: Du Sauzet, 1730. (12), 308 pages.
- 1735  Mémoires de Monsieur le Marquis d'Argens: avec quelques lettres sur divers sujets. - Londres: Aux dépens de la Compagnie, 1735. 296 pages (cf. Wikisource : Mémoires et Lettres du marquis d'Argens).
- 1735 Mémoires du comte de Vaxere ou le faux rabin. Amsterdam 1735. XII, 282 pages.
- 1735-1737  Lettres Juives, ou Lettres d'un Juif en Voyage à Paris à ses Amis en divers Endroits. - La Haye: Pierre Paupie, 1735-1737.
- 1736 Les enchainemens de l'amour et de la fortune, ou les Mémoires du Marquis de Vaudreville. - La Haye: Benjamin Gibert, 1736. [14], 245, [3].
- 1736   Histoire du roi de Campanie, et de la princesse parfaite. - Paris, chez la veuve de Louis-Denys Delatour, 1736. (2), 180 pages.
- 1736  Histoire du roi de Campagnie, et de la princesse parfaite. Amsterdam: Wetstein & Smith, 1736. 230 pages.
- 1736  Mémoires, avec quelques lettres sur divers sujets. - Londres: Aux dépens de la Campagnie [!], 1736. 243 pages.
- 1736  Mémoires De La Comtesse De Mirol, Ou Les Funestes Effets De L'Amour Et De La Jalousie : Histoire Piémontoise. - LaHaye: Moetjens, 1736. [8] , 224 S.
- 1736  Mémoires De Mademoiselle De Mainville, Ou Le Feint Chevalier. - LaHaye: Paupie, 1736. - [20], 226 pages.
- 1736  Mémoires du marquis de Mirmon, ou le solitaire philosophe, par L. M. D.. - Amsterdam: Wetstein et Smith, 1736. ? 319 pages.: Ill.
- 1736   Le Mentor cavalier, ou les illustres infortunez de notre siècle. - A Londres, Aux Dépens de la Compagnie, 1736. - [8], 250, [2] pages.
- 1736  Le solitaire philosophe, ou Mémoires de M.. le marquis de Mirmon, par M.. L.M.D. - Amsterdam: Wetstein et Smith, 1736. [6], 262 pages.
- 1736  Der philosophische Einsiedler oder besondere Nachrichten des Marggrafen von Mirmon. - Hamburg: Wiering, 1736. 168 pages.
- 1736-1737  Lettres juives, ou correspondance philosophique, historique, et critique, entre un juif voyageur à Paris et ses correspondans en divers endroits. - T. 1 -6. La Haye : Pierre Paupie, 1736-1737.
- 1736-1737 Lettres juives, ou correspondance philosophique, historique, et critique, entre un juif voyageur à Paris et ses correspondans en divers endroits. - T. 1 -6. Amsterdam: Gautier, 1736-1737.
- 1737  Les caprices de l'amour et de la fortune, ou les avantures de la signora Rosalina. - La Haye: Paupie, 1737. - VIII, 300 pages.
- 1737  Le fortuné florentin, ou les mémoires du comte della Vallé, par d'Argens. - La Haye: Gallois, 1737. - 255 pages.
- 1737 Lettres juives ou correspondance philosophique, historique et critique entre un juif voyageur à Paris et ses correspondans en divers endroits. - T. 4 - 6, La Haye: s.e., 1737.
- 1737  Lettres morales et critiques sur les differens états et les diverses occupations, des Hommes. Amsterdam: Le Cène, 1737. (8), 236 pages.
- 1737  Mémoires De Monsieur Le Marquis D'Argens: Avec quelques Lettres sur divers Sujets. Seconde Édition. Londres: Aux dépens De La Compagnie, 1737. [4], 312 pages.
- 1737   Mémoires Du Comte De Vaxère, Ou Le Faux Rabin. Par L'Auteur Des Lettres Juives. Amsterdam 1737. - [4], XII, 282 pages, [2]: Ill.
- 1737  Le Philosophe amoureux, ou les mémoires du comte de Mommejan, par M.. Le Marquis d'Argens. - La Haye: Moetjens, 1737. 268 pages.
- 1737 La philosophie du bon-sens, ou reflexions philosophiques sur l'incertitude des connoissances humaines: à l'usage des Cavaliers et du Beau-Sexe, par le Marquis d'Argens. - Londres: La Compagnie, 1737. - XII, 444, [66] pages.
- 1737  De Filosofy van het gezondt-verstandt, of filozofise aanmerkingen over de onzekerheid der menschelyke. - Te Londen : voor Rekening van de Compagnie, 1737.
- 1737-1738  Lettres Cabalistiques, Ou Correspondance Philosophique, Historique Et Critique, Entre deux Cabalistes, divers Esprits Élémentaires, et le Seigneur Astaroth. - T. 1 - 4: La Haye: Paupie, 1737-1738. 7 Bl., 240 pages.; 7 Bl., 240 pages.; 3 Bl., 240 pages, 7 Bl., 232 pages.
- 1737-1748 Mémoires secrets de la république des lettres ou, Le théâtre de la vérité. Par l'auteur des Lettres juives. T. 1 -14. Amsterdam: Desbordes, 1737- 1748. Nachdruck Genève: Slatkine, 1967. 677 pages.
- 1738 Lettres de M.. le Marquis d'Argens: avec les réponses servant de supplément à ses Mémoires. - La Haye: [de Hondt], 1738. 118 S.
- 1738   Lettres juives, ou, Correspondance philosophique, historique et critique entre un juif voïageur en différens États de l'Europe, et ses correspondans en divers endroits. Nouv. éd. augmentée. de XX nouvelles lettres, de quantité de remarques, et de plusieurs figures. - T. 1 - 6. La Haye: Paupie, 1738.
- 1738 Lettres philosophiques et critiques. La Haye : De Hondt, 1738. (2), 324, (8) S.
- 1738  La philosophie du bon-sens, ou reflexions philosophiques sur l'incertitude des connoissances humaines à l'usage des Cavaliers et du beau-sexe. London 1738. XII, 444, [66] S.
- 1738-1739 Lettres juives, ou correspondance philosophique, historique, et critique, entre un juif voyageur à Paris et ses correspondans en divers endroits. Nouvelle édition; Augmentée de XX Nouvelles Lettres. T. 1 - 7. Lausanne ; La Haye ; Genève: Bousquet, 1738. T. 7 (1739) Contient un "Supplément, ou, Tome septième des Lettres juives, contenant les XX. nouvelles lettres mises dans la dernière éd. de La Haye... à quoi l'on a ajouté une épître dédicatoire à l'auteur, et une lettre très curieuse, qui ne se trouve pas dans la susdite éd. de La Haye". Texte disponible sur la bibliothèque numérique Gallica.
- 1739  Intrigues monastiques ou l'amour encapuchonnée. Nouvelles espagnoles, italiennes et françoises. - La Haye 1739. [6], 256 pages.
- 1739  Lectures amusantes, ou les délassements de l'esprit. Avec un Discours sur les nouvelles. T. 1 - 2, La Haye: Moetjens, 1739. - 360 pages.: Ill; 379 S.: Ill. Cf. Gallica2
- 1739  Le législateur moderne, ou les mémoires du chevalier de Meillcourt. - Amsterdam: Changuion, 1739. - XII, 332 pages.: Ill. (Texte électronique sur Gallica - la bibliothèque numérique: Gallica.
- 1739  Mémoires historiques et secrets: concernant les amours des rois de France. - A Paris vis-à-vis le Cheval de Bronze, 1739. VI, 303 pages.
- 1739  Le solitaire philosophe, ou Mémoires de M.. le marquis de Mirmon, par M.. L.M.D. - Amsterdam: Wetstein et Smith, 1739.
- 1739-40 Lettres chinoises ou correspondance philosophique, historique et critique, entre un chinois voyageur à Paris et correspondans à la Chine, en Moscovie, en Perse et au Japon, par l'auteur des Lettres juives et des Lettres cabalistiques. T. 1 - 5, La Haye: Paupie, 1739-1740. (Texte électronique du Tome I de cette édition sur gallica2)
- 1739-1740  The Jewish spy: being a philosophical, historical and critical correspondence: by letters which lately pass'd between certain Jews in Turkey, Italy, France, etc. Translated from the originals into French, by the Marquis d'Argens ; and now done into English. - T. 1 - 5. London: D. Browne and R. Hett, 1739-1740.
- 1739-1744  Jewish letters: or, a correspondence philosophical, historical and critical, betwixt a Jew and his correspondents, in different parts. T. 1 - 4, Newcastle: James Fleming (printed by J. White), 1739-1744. xii, 394 (44); (12) 371 (25); (18) 370 (26); 402 (22) S.: Ill.
- 1740  Anecdotes vénitiennes et turques, ou Nouveaux mémoires du comte de Bonneval : Depuis son arrivée à Venise jusqu'à son Exil dans l'Isle de Chio, au mois de Mars 1739. Par M.. De Mirone. T. 1 -2, Francfort: Aux dépens de la Compagnie, 1740. (5), 218, 216 pages. Attribution douteuse !
- 1740  Histoire des religieux de la Compagnie de Jésus. Contenant ce qui s'est passé dans cet ordre depuis son établissement jusqu'à présent... Tome premier [- quatrième]. A Soleure : chez les libraires associés, 1740. Silvia Berti (Rivista storica italiana 96 (1984), p. 517) attribue la longue préface de 249 pages au premier tome de cette refonte d'un ouvrage généralement attribué au Père Quesnel à d'Argens.
- 1740 Lettre de l'auteur des lettres juives et des lettres cablistiques à M.. Eberhard Weisman, professeur en théologie dans l'université de Tubinge. - La Haye: Paupie, 1740. - 40 pages.
- 1740 Les nones galantes ou l'amour enbeguiné. - La Haye, Jean Van Es, 1740. [4], 402 S.
- 1740  La philosophie du bon-sens ou réflexions philosophiques sur l'incertitude des connoissances humaines, par Monsieur le marquis D'Argens. Nouv. éd., rev. corr. et augm. d'un Examen critique des remarques de M.. l'abbé d'Olivet... sur la théologie des philosophes grecs. - T. 1 - 2 . La Haye: Pierre Paupie, 1740. XVI, 479 S.: Ill.; VI, 476 S.: Ill.
- 1740  Der philosophische Seefahrer, oder Leben und Reisen des Ritters von Meillcourt: welcher nach mancherley Glück- und Unglücks-Fällen... endlich zu einem Könige über 2 unbekannte Völckerschafften erwählet worden. Von dem Marquis von Argens der Englischen Nation zugeeignet. - Berlin: Joh. Pet. Schmid, 1740. 241 pages.
- 1740  Den gelukkigen Florentyner of de gedenkschriften van de Graaf della Valle. - Deventer Gerrit Steinfort en Jan de Lat in comp., 1740. (II), 187 pages.
- 1741  Les Enchainemens de l'amour [et] de la fortune; Mémoires de la Mademoiselle de Mainville; Les caprices de l'amour [et] de la fortune, in: Amusemens des dames, ou recueil d'histoires galantes Des meilleurs Auteurs de ce Siècle, T. 3, 4 und 5, La Haye 1741.
- 1741  Lettres Cabalistiques, Ou Correspondance Philosophique, Historique et Critique: Entre deux Cabalistes, divers Esprits Elémentaires, Et le Seigneur Astaroth. Nouvelle Édition, Augmentée de LXXX. Nouvelles Lettres, de Quantité de Remarques, et de plusieurs Figures. - T. 1 - 6, La Haye: Paupie, 1741.
- 1741  Le Triomphe de la vertu, ou voyages sur mer, et avantures de la Comtesse de Bressol. T. 1 - 3, La Haye: Gallois, 1741. 337 pages; 332 pages.; 259 pages.
- 1741 Chinese letters. Being a philosophical, historical, and critical correspondence between a Chinese traveller at Paris, and his countrymen in China, Muscovy, Persia and Japan. Translated from the originals into French, by the Marquis d'Argens, author of the Lettres juives, or Jewish spy; and now done into English. - London: D. Browne and R. Hett, 1741. XX, 314 S. Nachdruck: New York [u.a.]: Garland, 1974.
- 1742  Anecdotes vénitiennes et turques, ou Nouveaux mémoires du comte de Bonneval,... par M. de Mirone (le Mis d'Argens). T. 1 - 2, Utrecht, J. Broedelet, 1742. Attribution douteuse !
- 1742  Lettres juives: ou correspondance philosophique, historique et critique, entre un juif voyageur en differens états de l'Europe et ses correspondans en divers endroits. Nouv. ed. augm. - T. 1 - 6. La Haye: Paupie 1742.
- 1743  Reflexions historiques et critiques sur le gout et sur les ouvrages des principaux auteurs anciens et modernes. - Amsterdam: Changuion, 1743. [16], 411 pages.
- 1743 Réflexions historiques et critiques sur le goût et sur les ouvrages des principaux auteurs anciens et modernes. - Berlin: Fromery, 1743. [16], 411 pages.(Réimpr.: Genève: Slatkine Repr., 1970 [1971).
- 1743-1748  Mémoires secrets de la république des lettres ou le théatre de la vérité. Jean-Baptiste de Boyer, marquis d'Argens. Par l'auteur des lettres juives. - T. 1 - 7. La Haye: Neaulme, 1743-1748.
- 1744   Lettres philosophiques et critiques, par Mademoiselle Co**. Avec les réponses de Monsieur D'Arg***. - La Haye: Hondt, 1744. - 132 [i.e. 332] pages.
- 1744  Mémoires pour servir à l'histoire de l'esprit et du cœur. Par Monsieur le Marquis d'Arg*** et par Mademoiselle Cochois.. - La Haye: Hondt, 1744. - 296, 6 pages.
- 1744  Mémoires Secrets de La République Des Lettres, ou Le Théatre De La Vérité, par l'Auteur des Lettres juives. - T. 1 - 7, Amsterdam: Néaulme, 1744. 1 (1744), 12, 370 S.; 2 (1744), 383 S.; 3 (1744), 412 S.; 4 (1744), 416 S.; 5 (1744), 350 S.; 6 (1759), 379 pages.
- 1744   The jewish spy: being a philosophical, historical and critical correspondence, by letters which lately passed between certain jews in Turkey, Italy, France, transl. from the originals into French by the Marquis d'Argens; and now done into English. - Second edition T. 1 - 5, London: Browne, 1744. - XII, 333, [45] S.: Ill.; XII, 312, [46] S.; XVI, 322, [58] S.; XIX, 317, [32] S.; XXIV, 368, [26] S.
- 1744  Der Triumph der Tugend oder sonderbahre Begebenheiten und Reisen über Meer der Gräfin von Bressol. - Breßlau & Leipzig: Pietsch, 1744. 576 pages.
- 1745  Critique Du Siècle, ou Lettres Sur Divers Sujets. Par l'Auteur des Lettres Juives. T. 1 - 2, La Haye: Paupie, 1745. 240 et 200 pages.
- 1745  Mémoires du chevalier de..., par d'Argens. - T. 1 - 2, Londres: s.e., 1745. 161 pages.
- 1745  Pensées Diverses et Critiques, sur les Principaux Auteurs François. Augmentée de plusieurs articles et d'une Lettre de F. H. S. D. S[trouve] de l'Académie Imperiale de Petersbourg. Nouvelle Édition Berlin: Fromery, 1745. (14), 452 pages.
- 1745 Les Songes Du Chevalier De La Marmotte. [S.l.] : Au Palais De Morphée, 1745. 108 S. [Mehr nicht erschienen: am Ende des Werkes "Fin De La Premiere Partie". Vgl. Songes philosophiques].
- 1745 Sur l'Utilité des Académies et des Sociétés Littéraires, in: Histoire de L'Académie Royale des Sciences et des Belles Lettres de Berlin. Année 1745. Berlin: Haude, 1746, S. 73-78.
- 1745  Beurtheilung der Menschen dieser Zeit, oder Briefe über verschiedene Sachen. Hrsg. durch den Verfasser der Lettres juives, cabalistiques und chinoises. - Berlin: Schütz, 1745. 172 pages.
- 1745   Die Träume des Ritters de la Marmotte . - Leipzig : Krull, 1745. 61 pages.
- 1745-1746 Nouveaux Mémoires, Pour Servir A L'Histoire De L'Esprit Et Du Cœur. Par Monsieur Le Marquis D'Argens, Chambellan De Sa Majesté Le Roi De Prusse, Directeur De L'Académie Roiale Des Sciences Et Des Belles Lettres De Berlin, Et Par Mademoiselle Cochois. - T. 1 - 2, La Haye: Scheurleer, 1745-1746. [6], 305 S., [2]: Ill.; [12], 334 S.
- 1746  Critique Du Siècle, Ou Lettres Sur Divers Sujets. T. 1 - 2, La Haye: Paupie, 1746.
- 1746  Les enchaînemens de l'amour et de la fortune, ou mémoires du marquis de Vaudreville, par d'Argens. - T. 1 - 2, La Haye: Gibert, 1746. - 222 pages.
- 1746  Lettres morales et critiques sur les différens états et les diverses occupations, des hommes. - Amsterdam: Chareau et Du Villard, 1746. (IV), 224 pages.
- 1746 La philosophie du bon-sens ou réflexions philosophiques sur l'incertitude des connoissances humaines. Nouv. éd., rev. corr. et augm. d'un Examen critique des remarques de M.. l'abbé d'Olivet... sur la théologie des philosophes grecs.. T. 1 - 2, La Haye: Pierre Paupie, 1746 (Rééd. de l'éd . de 1741). 423 pages.
- 1746   Songes philosophiques: suivant la copie originale, par l'auteur des Lettres Juives. - Berlin s.e. 1746 [nach Larkin 1984 in Den Haag bei Jean néaulme gedruckt]. - 216 S. [Mikrofiche-Ausg.: Wildberg: Belser Wiss. Dienst, 1989 - 1990. (Édition Corvey)].
- 1746-1748  Bibliothèque choisie et amusante. - T. 1 - 3, Amsterdam: aux dépens de la Co., 1746-1748. - 452 S.: Ill.; 441 S.: Ill.; 428 S.: Ill.
- 1747 Lettres d'un très révérend père capucin du couvent de Liège, à Monsieur Aubert de la Chesnaie, au sujet de la critique des Songes philosophiques. - Liège: Broncard, 1747. - 23 S. (Gallica - la bibliothèque numérique: https://gallica.bnf.fr/). Reproduit dans Journal Universel ou Mémoires pour servir à l'Histoire Civile, Politique, Ecclésiastique, et Littéraire du XVIIIe Siècle, T. XIV, Amsterdam: Gerrit de Groot et Ryckhoff junior, [Octobre] 1747, pages 151-165.
- 1747 Lettres morales et critiques sur les différens états et les diverses occupations des hommes. Amsterdam : M. C. Le Cesne, 1747.
- 1747  Mémoires de monsieur le marquis de St.... ou les amours fugitifs du cloître. - T. 1 -2, Amsterdam: aux dépens de la Co., 1747. - (8), 175 S.: Ill; 172 S.: Ill.
- 1747  Mémoires Du Chevalier De ***. Par Monsieur le Marquis D'Argens. - T. 1 - 2, Paris 1747.
- 1747  La Philosophie du bon-sens, ou réflexions philosophiques sur l'incertitude des connoissances humaines: à l'usage des cavaliers et du beau-sexe. Nouv. éd., rev., corr. et augm., T. 1 - 3, La Haye: Paupie, 1747.
- 1747  New memoirs establishing a true knowledge of mankind, by discovering the affections of the heart, and the operations of the understanding, in the various scenes of life: being a critical inquiry into the nature of friendship and happiness, and essays on other important subjects... interspersed with letters from the Baron de Spon... and two novels, Spanish and French... with thoughts on the art of beautifying the face, by Mademoiselle Cochois. T. 1 - 2. London: D. Browne, 1747. (2), vii, (15), 261, (1); (14), 274 pages.
- 1747  Begebenheiten der Gräfin von Mirol, oder die betrübten Würckungen der Liebe und Eifersucht. Eine piemontesische Geschichte. - Frankfurt und Leipzig 1747. 160 pages.
- 1748  Lettres morales et critiques sur les divers états... des hommes. Nouv. Ed. Nouv. éd. Amsterdam : Chareau & du Villard, 1748. 274 S.
- 1748  Mémoires de la comtesse de Mirol, ou les funestes effets de l'amour et de la jalousie: histoire piémontoise, par d'Argens. - La Haye: Moetjens, 1748. 223 S.
- 1748  Mémoires de Monsieur le marquis de ST ***, ou les Amours fugitifs du cloître. Amsterdam, aux dépens de la Compagnie, 1748. - T. 1 - 2. (3 Bl.), 100 S., (1 Bl.), 104 S.
- 1748  Mémoires du marquis de Mirmon, ou le Solitaire philosophe'. Par M.. L.M.D. - T. 1 - 2. Amsterdam 1748. 280 pages.
- 1748 Mémoires et lettres de M. le Marquis d'Argens. - Londres: Aux dépens de la Compagnie, 1748. 312 pages.
- 1748 Die verliebten Nonnen, oder die Liebe in Klöstern. - Hamburg: Martini, 1748. (4), 218 pages.
- 1748  La Philosophie du bon-sens, ou réflexions philosophiques sur l'incertitude des connoissances humaines: à l'usage des cavaliers et du beau-sexe. Nouv. éd., rev., corr. et augm., T. 1 - 3, La Haye: Paupie, 1747.
- 1749  Mémoires du comte de Vaxere, ou le Faux Rabin, par M. le marquis d'Argens. - Amsterdam : Aux dépens de la Société, 1749. 247 S.
- 1749  The impartial philosopher, or, The philosophy of common sense written originally in French, by the Marq. d'Argens... ; translated from the the last edition ; to which is added, Mons. Maupertuis's dissertation upon gravity, etc.. - T. 1 - 2. London: John Robinson..., 1749 (Erste englische Ausgabe der "Philosophie du bon sens.").
- 1749  Die Begebenheiten des Ritters von Vaudreville. Hamburg 1749.
- 1749  Man a machine : Translated from the French of the Marquiss d'Argens. - Dublin : printed for W. Brien, 1749. 72 S.
- 1749 Merkwuerdige Lebens-Beschreibung des Herrn Marquis von Argens: nebst dessen Briefen über verschiedene Materien. Frankfurt [u.a.], 1749. 274 S.: Ill.
- 1750  Lettres juives, ou correspondance philosophique, historique et critique, entre un juif voyageur à Paris, et ses correspondans en divers endroits. - Nouvelle éd.. - T. 1 - 6, Lausanne: Bousquet, 1750 + "Supplément ou tome septième de lettres juives" ibid. 1751. - 258 S.; 267 S.; 283 S.; XXIV, 283 S.; XX, 291 S., XVI, 324 S.; XXIV, 450 S.
- 1750 Lettres morales et critiques sur les différens états et les diverses occupations des hommes. Amsterdam : M. C. Le Cesne, 1750.
- 1750 Mémoires De Mademoiselle De Mainville, Ou Le Feint Chevalier. - Amsterdam: Par la Société, 1750.
- ca. 1750 Philozofische droomen, of Oordeelkundige aanmerkingen, over de gewoontens, zeden en gevoelens der hedendaagsche waereld. s'Hertogenbosch: J. Reuvers ; Amsterdam : Hofman ; Haarlem: Bosch ; Leide : Eyk [etc.], o. J.
- 1751  Avantures de Bella et de Dom M...: nouvelle espagnole. Et Le comte de R...: nouvelle françoise. Par Dargens. - T. 1 - 2, La Haye: Moitjens, 1751. - 136, 196 pages.
- 1751 Lettres Chinoises: ou correspondance philosophique, historique et critique, par l'auteur des lettres juives et des lettres cabalistiques. - Nouv. éd., augmentée. - T. 1 - 5. La Haye: Gosse, 1751. - XLVIII, 292 S.; 383 S.; 276 S.; 320 S.; 364 pags.
- 1751   Mémoires du comte de Vaxère, ou le faux-rabin, par d'Argens. - T. 1 - 2, Amsterdam: Aux dépens de la Compagnie, 1751. 143, 117 S.
- 1751 Jewish letters or, a correspondence philosophical, historical and critical, between a Jew and his correspondents, in different parts'. -- The second edition. - London: J. Fleming, 1751.
- 1752  Réflexions critiques sur les différentes écoles de peinture. - Paris: Rollin, Grange et Bauche fils 1752. [4], 3-239, [1], iij, [1] S.
- 1752 The Chinese spy: being a series of letters between a Chinese traveller at Paris, and his countrymen in China, Muscovy, Persia, and Japan: wherein the government, customs, religion, and learning of those several nations are described and compared with the Europeans: with a preface by the Author of The Jewish spy. The second edition. London: J. Whiston and B. White... and J. Woodyer, 1752. XX, 314 S.
- 1753 The Jewish spy: being a philosophical, historical and critical correspondence, by letters which lately pass'd between certain Jews in Turkey, Italy, France, etc. Translated from the originals into French by the Marquis D'Argens and now done into English. - T. 1 - 4. Dublin: Oli, Nelson and H. Saunders, 1753. Vol. 1: xviii, [2], 333, [9] S.; v. 2: xviii, 347, [9]S.; v. 3: [6], 346, [10] S.; v. 4: [8], 356, [8] S.
- 1753  Philosophical dissertations on the uncertainty of human knowledge, by the Marquis D'Argens; with some remarks on the theology of the Grecian philosophers; to which is added, Mons. Maupertuis's dissertation upon gravity, etc.... ; translated from the last French edition. - T. 1 - 2. London: J. Wren, 1753.
- 1754  Lettres cabalistiques, ou, Correspondance philosophique, historique et critique, entre deux cabalistes: divers esprits élémentaires, et le seigneur Astaroth. -- Nouv. éd., augmentée de nouvelles lettres et de quantité deremarques. - T. 1 - 7. La Haye: S. Paupie, 1754. >>> Google Book Search: Tome 1, Tome 2, Tome 3, Tome 4, Tome 5, Tome 6, Tome 7].
- 1754 Lettres Juives, Ou Correspondance Philosophique, Historique et Critique, Entre un Juif Voyageur en différens Etats de L'Europe et ses Correspondans en divers endroits. Nouvelle Édition, Augmentée de nouvelles Lettres et de quantité de remarques. T. 1 - 8, La Haye: Paupie, 1754.
- 1754 Mémoires Pour Servir A L'Histoire De L'Esprit Et Du Cœur. Par Monsieur Le Marquis D'Arg*** Chambellan De Sa Majesté Le Roi De Prusse, Directeur De L'Académie Roiale Des Sciences Et Des Belles Lettres De Berlin, Et Par Mademoiselle Cochois. - La Haye: De Hondt, 1754. - [2], 296 S.: Ill.
- 1754  La Philosophie Du Bon-Sens, Ou Réflexions Philosophiques Sur L'Incertitude Des Connoissances Humaines: À l'usage des Cavaliers [et] du Beau-Sexe. Huitième Édition Corrigée, augmentée de deux Dissertations Morales, sur les Douceurs de la Societé; et sur la vie heureuse; de plusieurs nouvelles notes; Et d'un examen critique des remarques De M.. L'Abbé... Sur la Theologie Des Philosophes Grecs. - T. 1 - 2. Dresde: Walther, 1754.
- 1754 Memoirs of the Count du Beauval, including some curious particulars relating to the Dukes of Wharton and Ormond, during their exiles. With anecdotes of several other illustrious and unfortunate noblemen of the present age. London: M. Cooper, 1754. (28), 224 S. [Traduction par Samuel Derrick, ami de Samuel Johnson et de Boswell). (Texte électronique de la Préface de Samuel Derrick (HTML) sur  Gutenberg
- 1755 Critique du siecle, ou lettres sur divers sujets, par l'auteur des Lettres juives. Nouvelle édition, augmentee de nouvelles lettres et de... remarques... T. 1 - 2, La Haye: Paupie, 1755. 366 S. ; 344 S. (texte électronique sur Gallica - la bibliothèque numérique: https://gallica.bnf.fr/).
- 1755  Histoire de l'esprit et du cœur, par M.. le Marquis d'Arg*** et par Mademoiselle Cochois. - La Haye: de Hondt, 1755. 230 S.
- 1755  Lettre de M. le marquis d'Argens, avec la réponse de M. de P***, servant de supplément à ses Mémoires. Londres: aux dépens de la Compagnie, 1755.
- 1755  Lettres chinoises, ou, Correspondance philosophique, historique et critique: entre un Chinois voyageur et ses correspondans à la Chine, en Moscovie, en Perse et au Japon. Nouvelle édition, augmentée de nouvelles lettres et de quantité de remarques. - T. 1 - 6. La Haye: Pierre Paupie, 1755.
- 1755 Mémoires et lettres de M. le Marquis d'Argens. Londres [i.e. Amsterdam?]: aux dépens de la compagnie, 1755. [2], 312, 48 S.
- 1755 La Philosophie du bon-sens, ou réflexions philosophiques sur l'incertitude des connoissances humaines, Nouv. éd., corr. et augm. d'un Examen critique des remarques de M. l'Abbe d'Olivet, de l'Académie Française .- T. 1 - 3. La Haye: Paupie, 1755.
- 1755 La Philosophie Du Bon-Sens, Ou Réflexions Philosophiques Sur L'Incertitude Des Connoissances Humaines: À l'usage des Cavaliers [et] du Beau-Sexe. Huitième Édition Corrigée, augmentée de deux Dissertations Morales, sur les Douceurs de la Societé; et sur la vie heureuse; de plusieurs nouvelles notes; Et d'un examen critique des remarques De M.. L'Abbé... Sur la Theologie Des Philosophes Grecs. - T. 1 - 2. Paris 1755.
- 1756 Lettres chinoises ou: correspondance philosophique, historique et critique entre un Chinois voyageur à Paris [et] ses correspondans à la Chine, en Moscovie, en Perse et au Japon. Par l'auteur des lettres juives et des lettres cabalistiques. 5. éd., augmentée de plusieurs additions considerables, de remarques... d'une dissertation sur les disputes littéraires, de plusieurs nouvelles lettres, [et] d'une table des matières. T. 1 - 6. La Haye: Gosse ; Van Daalen, 1756.
- 1756  Mémoires du marquis de Mirmon, ou, Le solitaire philosophe, par M. le marquis d'Argens. - Amsterdam: Wetstein et Smith, 1756. (6), 280 S.
- 1756 Die Philosophie der gesunden Vernunft oder philosophische Betrachtungen über die Ungewißheit der menschlichen Erkäntniß. Zum Gebrauch vornehmer Standes-Personen beiderlei Geschlechts: Aus dem Französischen des Herrn Marquis von Argens übersetzet. T. 1 - 2. - Breßlau und Leipzig: Pietsch, 1756. (1756). - [11] Bl., 446 S. und [1] Bl., 446 S., [17] Bl.
- 1757  Philosophical visions. Translated from the French. - London: R. Griffiths and T. Field, 1757. xxvi, 235 S.
- 1757  De standvastige Afrikaansche, en de edelmoedige Spaansche: of De historie van Adelaïde en Elvire [par la Marquise d'Argens]. Rotterdam: J. Tiele & A. Bothall, 1757.
- 1759      Istruzioni utili, e necessarie, per tutti coloro, che bramano vivere in buona, ed onesta compagnia, e condurre nel mondo una vita lieta, e felice. Opera ripiena d'eruditi, e piacevoli esempi, ed adatta ad ogni qualunque stato di persone. Del signor marchese D. A. - Venedig: Paolo Colombani, 1759. 144 p.. [Traduction des Réflexions diverses sur les douceurs de la société publiées dans les Mémoires pour servir à l'histoire de l'esprit et du cœur, La Haye: de Hondt, 1744, p. 6-84 et des Réflexions diverses et critiques sur la vie heureuse publiées dans les Mémoires pour servir à l'histoire de l'esprit et du cœur, La Haye: Scheurleer, 1746, t. II, p. 1-97, par D. Cluniani].
- 1760      [Friedrich II. König von Preußen]: Bref de notre Saint Père le Pape à M.. le Maréchal Daun : d. d. Rome, 30. Jan. 1759. [S.l.], [circa 1760]. 8 S. [Ouvrage de Frédéric le Grand, traduit en latin par le Marquis d'Argens].
- 1760     Lettre d'un aumonier de l'armée autrichienne au réverend père supérieur des cordeliers du couvent de Francfort sur le Main: dans laquelle on découvre les astuces et les moiens criminels dont s'est servi le roi de Prusse pour gagner les batailles de Lignitz et de Torgau. - S.l., 1760. - 16 S.
- 1760 La Philosophie du bon-sens, ou réflexions philosophiques sur l'incertitude des connoissances humaines: à l'usage des cavaliers et du beau-sexe. Nouv. éd., rev., corr. et augm., T. 1 - 2, Avignon 1760.
- 1760  Schreiben eines Feldpriesters der oesterreichischen Armee an den ehrwuerdigen Pater Prior des Franziskanerklosters zu Frankfurt a. M., worinnen die Arglisten und verruchten Mittel entdeckt werden, deren sich der Koenig von Preussenbedient hat, die Schlachten bey Lignitz und bey Torgau zu gewinnen: - O.o., 1760. - 16 S.
- 1760  Delizie dello spirito e del cuore ovvero riflessioni diversi sopra le passioni. S'aggiungono: Dieci lettere critiche dello stesso autore sopra i caratteri particolari di diverse nazioni. Traduzione dal Francese. - Venezia: Salvatore, 1760. 144 p. [Traduction des Réflexions sur les passions publiées dans les Mémoires pour servir à l'histoire de l'esprit et du cœur, La Haye: de Hondt, 1744, p. 6-84].
- 1761 Schreiben eines Feldpredigers bey der Österreichischen Armee an den hochwürdigen Pater Prior des Barfüßer Closters zu Frankfurt am Mayn... ; Worinnen man die entsetzlichen Mittel entdeckt, deren sich der König von Preussen bedienet hat, die Schlachten von Lignitz und Torgau zu gewinnen. - o.O., 1761. - 16 S.
- 1762  Ocellus Lucanus: en grec et en français; avec des dissertations sur les principales questiones de la metaphisique... par Mis d'Argens. - Berlin: Haude et Spener, 1762. - XXIV, 307 S.
- 1762      Ocellus Lucanus en grec et en françois: avec des dissertations sur les principales questions de la métaphysique, de la physique, et de la morale des anciens, par M.. le Marquis d'Argens. - Utrecht : Libraires associés, 1762. - XXVIII, 307 S.
- 1762  The Life and Amours of Count de Turenne, originally wrote in French, by the author of the Jews Letters. The second edition. London, 1762. (4), 152 S.
- 1763 Betrachtungen des Ocellus von Lukanien über die Welt. Aus dem Griechischen in das Französische übersetzt und mit verschiedenen Abhandlungen über die wichtigsten Punkte der Hauptwissenschaft der Naturlehre und der Sittenlehre der Alten, die man als den zweyten Theil der Weltweisheit der gesunden Vernunft ansehen kann, begleitet von dem Herrn Marquis d'Argens Seiner königlichen Majestät in Preussen Kammerherrn, Mitglied der königlichen Akademie der Wissenschaften und Direktor der philologischen Klasse. Aus dem Französischen des Herrn Marquis in das Deutsche übersetzt. Breßlau: Verlegts George Gottlieb Horn, 1763. - 462 S. Auch als Mikrofiche-Ausg. (Mutterfilm 1994) verfügbar.
- 1763 Il falso Rabbino: o sia l'avventure del Co.: Vaxere : storia galante. - Venezia: Andrea Rappetti, 1763. (4), 148 pages.
- 1763  Timée De Locres En Grec Et En François... qui peuvent servir de suite et de conclusion à la Philosophie du Bons Sens. - Berlin: Haude ; Spener, 1763. - XIV, 405 pages. (Texte sur le site Remacle : L'antiquité grecque et latine site de Remacle.
- 1763-1764 Des Herrn Marquis d'Argens u. d. Demoiselle Cochois gemeinschaftliche Beytraege zum Vergnügen für den Geist und das Herz. T. 1-2. - Berlin: Mylius, 1763-1764.
- 1763-1765  Des Herrn Marquis d'Argens... Jüdische Briefe, oder philosophischer, historischer und kritischer Briefwechsel, zwischen einem Juden der durch verschiedene Länder von Europa reiset und seinen Correspondenten an andere Orten. Aus dem Französischen mit des Herrn Verfassers Vermehrungen und Verbesserungen übersetzt. T. 1 - 7, Berlin und Stettin, 1763-1765.
- 1764  Déffense du paganisme par l'Empereur Julien: en Grec et en Français ; avec dissertations et des notes pour servir d'eclaircissement au texte et pour en refuter les erreurs. Berlin: Voß, 1764. LXXVI, 306 pages. Disponible sur Gallica2]. En cours d'édition sur Wikilivres.
- 1764  Il filosofo innamorato ovvero Le memorie del conte di Mommejan. Tradotte dal francese. Aggiuntevi le avventure dell'amante beffato. T. 1-2. Venezia: Angelo Pasinelli, all'Insegna della Scienza, 1764. VIII, 157, (3) et VIII, 135 (3) pp. .
- 1764  Lettres juives, ou Correspondance philosophique, historique et critique, entre un Juif voyageur en differens Etats de l'Europe, et ses correspondans en divers endroits. Nouvelle édition, augmentée de nouvelles lettres et de quantité de remarques. - T. 1 - 8. La Haye: Pierre Paupie, 1764.
- 1764  Memoirs of the Count Du Beauval: including some curious particulars relating to the Dukes of Wharton and Ormond during their exiles: with anecdotes of several other illustrious and unfortunate noblemen of the present age. Translated from the French of the Marquis D'Argens... by M.. Derrick. -- London: J. Wren and G. Burnett, 1764. [26], 224 pages.
- 1765 Extrait du Dictionnaire historique et critique [par Frédéric II, roi de Prusse, et le Marquis d'Argens, publié par Dieudonné Thiébault]: Divisé en deux volumes avec une préface . T. 1 - 2, Berlin: Voss, 1765. VI, 291 S.; 413 S.
- 1765  La philosophie du bon-sens, ou Reflexions philosophiques sur l'incertitude des connoissances humaines, a l'usage des cavaliers et du beau-sexe. Nouvelle édition, revue. T. 1 - 2. La Haye: Paupie, 1765.
- 1765-1766 The Jewish spy: being a philosophical, historical, and critical correspondence, by letters, which lately passed between certain Jews in Turky, Italy, France, etc. Translated from the originals into French, by the marquis d'Argens; and now done into English. 3d ed. - T. 1 - 5. London: A. Miller, J. Rivington , 1765-1766.
- 1765-1768 Histoire de l'Esprit Humain ou Mémoires Secrets et Universels de la République des Lettres. T. 1 - 14, A Berlin, Chez Haude et Spener, 1765-1768.
- 1766  Lettres chinoises, ou Correspondance Philosophique, Historique et Critique, Entre un Chinois Voyageur et ses Correspondants à la Chine, en Moscovie, en Perse et au Japon. Nouvelle édition, Augmentée de nouvelles Lettres et de quantité de Remarques. T. 1 - 6, 1766 (XVI, 332 S. ; 363 S. ; 376 S. ; 367 S. ; 356 S. ; 93, 208 S.).
- 1766  Lettres juives, ou Correspondance philosophique, historique et critique... Nouv. éd. - T. 1 - 8. La Haye: Paupie, 1766.
- 1766   Philozofische droomen, of Oordeelkundige aanmerkingen, over de gewoontens, zeden en gevoelens der hedendaagsche waereld. Uit het Fransch van den Marquis d'Argens. Nieuwe uitgaave, vermeedert met een zinnebeeldige titelplaet [door R.M. naar G. v. Nymegen]. Te Rotterdam, : by Jakob Bur[g]vliet, 1766. [15], 395 S.
- 1766 - 1767  Lettres cabalistiques, ou Correspondance philosophique, historique et critique, entre deux cabalistes, divers esprits élémentaires, et le seigneur Astaroth. Nouvelle édition, augmentée de nouvelles lettres et de quantité de remarques. - T. 1 - 7. La Haye: Pierre Paupie, 1766-1767.
- 1767 Defense du paganisme par l'Empereur Julien, en Grec et en Français avec des dissertations et des notes pour servir d'eclaircissement au texte et pour en refuter les erreurs par M.. Le Marquis d'Argens. 2. éd augmentée de plusieurs diss. et d'un grand nombre de notes. T. 1 - 2, Berlin: Voss, 1767.
- 1767  Delizie dello spirito e del cuore ovvero Riflessioni diverse sopra le passioni del signor marchese d'Argens sciambellano di s. m. il re di Prussia... Traduzione dal francese. Venezia ; per il Colombani, 1767. 108, [2] p.
- 1767  Extrait du Dictionnaire historique et critique: divisé en deux volumes ; avec une préface nouvelle [par Frédéric II, roi de Prusse, et le Marquis d'Argens, publié par Dieudonné Thiébault]. Éd. augm. T. 1 - 2, Berlin: Voss, 1767. VI, 335 S; [3], 449 pages.
- 1767  Il finto cavaliere, o siano Le memorie di Madamigella di Mainville. Venedig: Antonio Locatelli, 1767. XVI, 198 pages.
- 1768 Discours de l'Empereur Julien, contre les Chrétiens. Traduit par M.. le Marquis d'Argens. [...] Avec de nouvelles Notes de divers Auteurs. Berlin: Chrétien Frédéric Voss, 1768. 175 pages, à Neuchâtel chez Gabriel Grasset. (Cf. Moureaux (Studies on Voltaire and the eighteenth century 322 [1994], 120 pages). [lire en ligne (page consultée le 16 juillet 2025)]
- 1768  La Philosophie du Bon-Sens, ou reflexions critiques sur l'incertitude des connoissances humaines. Nouv. éd. corr. et augm. considérablement par l'auteur. Avec un examen critique des remarques de Pierre Joseph Thorellier d'Olivet. T. 1 - 3, La Haye: Paupie, 1768 (Réimpr.: Westmead: Farnborough, 1972).
- 1768  Reflexions critiques sur les différentes écoles de peinture: examen critique [Examen critique des différentes écoles de peinture]. Berlin: Haude et Spener, 1768. XIV, 528. (Réimpr.: Genève: Minkoff, 1972).
- 1768 - 1771  Chinesische Briefe: oder philosophischer, historischer und kritischer Briefwechsel, zwischen einem reisenden Chinesen in Paris und seinen guten Freunden in China, Moscau, Persien und Japan. Aus dem Franz. übers. u. mit etlichen Briefen sowohl, als auch vielen nuezlichen Zusätzen u. Anm. aus den Hs. des Verf. verm.. T. 1 - 5, Berlin: Nicolai, 1768-1771.
- 1769  Défense du paganisme, par l'empereur Julien, en grec et en françois. Avec des dissertations et des notes pour servir d'éclaircissement au texte et pour en réfuter les erreurs. 3e éd. augm., T. 1 - 2. - Berlin: C. F. Voss, 1769. CIV-214 S; CIV-167 S. Texte sur Gallica (1769) avec une longue introduction de Boyer d'Argens.
- 1769 Lettres chinoises ou Correspondance philosophique, historique, et critique entre un chinois voyageur et ses correspondans à la Chine, en Moscovie, en Perse et au Japon. Nouvelle édition, augmentée de nouvelles lettres et de quantité de remarques.. T. 1 - 7. A La Haye: Chez Pierre Paupie, 1769.
- 1769  La Philosophie Du Bon-Sens, Ou Réflexions Philosophiques Sur L'Incertitude Des Connaissances Humaines... Douzieme Édition, beaucoup plus correcte que les autres, augmentée de deux Dissertations Morales, sur les Douceurs... Et d'un Examen Critique des Remarques de M.. L'Abbé D'Olivet. - T. 1 - 2, Dresde: Walther, 1769.
- 1769-1770  Lettres cabalistiques; ou, Correspondance philosophique, historique et critique, entre deux cabalistes, divers esprits élémentaires, et le seigneur Astaroth. -- Nouv. éd. augmentée de nouvelles lettres et de quantité de remarques. - T. 1 - 7. La Haye: S. Paupie, 1769-70.
- 1769-1771  Des Herrn Marquis d'Argens... Chinesische Briefe, oder philosophischer, historischer und kritischer Briefwechsel, zwischen einem reisenden Chineser in Paris und seinen guten Freunden in China, Moscau, Persien und Japan. Aus dem Französischen übersetzt, und mit etlichen Briefen sowohl, als auch vielen nüzlichen Zusätzen und Anmerkungen aus der Handschrift des Verfassers vermehrt. T. 1 - 6, Berlin: bey Friedrich Nicolai, 1769-1771.
- 176?  Lettre du Marquis d'Argens, frère du président d'Eguilles, sur la destruction des Jésuites. -- [S.l.: s.n., 176?]. 16 S.
- 1770  Il filosofo innamorato ovvero Le memorie del conte di Mommejan, del signor marchese d'Argens tradotte dal francese. Aggiuntevi le avventure dell'amante beffato e della schiava fortunata. T. 1 - 2, Napoli: presso Vincenzo Flauto: a spese di Giacomo-Antonio Vinaccia, e si vendono nel Corridojo Consiglio, 1770. Gallica.
- Thérèse Philosophe, roman libertin

## Pour approfondir